# Laleczka Chucky 5: Następne pokolenie
Laleczka Chucky: Następne pokolenie (Seed of Chucky) – horror produkcji amerykańskiej z 2004 roku. Kontynuacja Laleczki Chucky – piąty film z serii, a jednocześnie pastisz kina grozy. Reżyserem filmu jest Don Mancini, scenarzysta części czwartej.

## Fabuła
W Hollywood spekuluje się na temat realizacji filmu o laleczce Chucky. Materiał dotyczący tegoż właśnie domniemanego projektu ogląda lalka, pracująca w cyrku jako brzuchomówca. Rozpoznaje w Chuckym i Tiffany swoich rodziców. Wyrusza do Los Angeles. Gdy już tam się dostaje, wskrzesza swoich rodziców za pomocą praktyk voodoo. Tiffany i Chucky nadają swemu szatańskiemu dziecku imię Glen. Na planie filmowym rozpęta się prawdziwy horror… Chucky i Tiffany obcinają głowę, Jennifer traci dzieci na swoich oczach.

## Obsada
- Brad Dourif – Chucky
- Jennifer Tilly – Tiffany/ona sama
- Billy Boyd – Glen
- Hannah Spearritt – Joan
- John Waters – Pete Peters
- Keith-Lee Castle – Psychs
- Steve Lawton – Stan
- Jason Flemyng – Św. Mikołaj
- Bethany Simons-Danville – Claudia
- Nadia Dina Ariqat – Britney
- Stephanie Chambers – matka Claudii
- Simon James Morgan – ojciec Claudii
- Redman – on sam